# Solitaire (Namibia)
Solitaire, Namibia, es realmente más de una parada de descanso cerca de las zonas escasamente habitadas del Parque Nacional Namib-Naukluft. Durante años, ha sido la única gasolinera durante kilómetros entre las dunas de Sossusvlei y la carretera de Windoek, la capital de Namibia. Es actualmente la única estación de gasolina entre las dunas en Sossusvlei y la costa en Walvis Bay. Así, hay más tráfico del que sería esperado para un puesto avanzado tan aislado. Hay también una pequeña tienda unida a la estación de gasolina. Recientemente, los dueños han abierto un motel en los alrededores.
Solitaire se ha hecho famoso en los Países Bajos debido al libro del mismo nombre del autor holandés Ton van der Lee que trata de su permanencia en este lugar.